# BrightSource Energy
BrightSource Energy est une entreprise américaine basée à Oakland (Californie) qui conçoit, construit, finance et exploite des centrales solaires thermiques de taille industrielle.

## Histoire
BrightSource a été créé grâce à du capital d'amorçage de la société de capital risque VantagePoint Venture Partners. Il a réuni 115 millions $ de capital additionnel en mai 2008, portant son capital à 160 millions $. Parmi les investisseurs on note Google, BP Alternative Energy, Morgan Stanley, DBL Investors, Draper Fisher Jurvetson, Chevron Technology Ventures, Statoil Venture et Black River.
En mars 2008, BrightSource a signé plusieurs contrats de vente d'électricité à long terme (PPA - Power Purchase Agreement) avec Pacific Gas and Electric Company (PG&E) pour plus de 900 MW.  BrightSource conçoit et construit plusieurs centrales solaires thermodynamiques dans le sud de la Californie.
En février 2009, BrightSource a signé des contrats de vente d'électricité de sept tours solaires dans le désert de Mojave à Southern California Edison (SCE). Les  centrales auront une capacité de 1 300 MW et produiront 3,7 TWh par an. La première centrale de 100 MW, faisant partie du projet BrightSource d'Ivanpah (400 MW sur 16km²), devrait être mise en service en 2013,. Le coût total du projet d'Ivanpah sera de 2,2 milliards de $. Un des partenaires de ce projet est Siemens, qui fournit les systèmes d'instrumentation et de contrôle ainsi que les générateurs / turbines à vapeur.
In 2010, BrightSource a engagé Morgan Stanley et Goldman Sachs pour préparer une introduction en bourse en 2011. Son 4e tour de table en mai a apporté 150 millions $, portant le financement en capital total à 330 millions $.
En novembre 2011, Google a annoncé son intention de mettre fin à ses investissements dans les projets CSP (Centrale solaire thermodynamique) du fait du déclin rapide des prix du photovoltaïque. Google a investi 168 millions $ sur BrightSource, dans le cadre de son programme Renewable Energy Cheaper than Coal (RE<C) (Énergie renouvelable moins chère que le charbon). En décembre 2011, Google et KKR & Co. ont annoncé un accord pour investir dans quatre centrales solaires en Californie d'une puissance totale de 88 MW.
En décembre 2011, BrightSource Energy a soumis à la California Energy Commission (CEC) le projet solaire de Rio Mesa (750 MW) dans le comté de  Riverside en Californie ; le projet a été ramené à 500 MW en mai 2012. Finalement, après la découverte d'un important gisement de fossiles de mammouths sur le site du projet, BrightSource l'a définitivement abandonné.
En 2009, BrightSource Energy a annoncé le projet de construction d'une centrale solaire de 960 MW à Coyote Springs, Nevada prévu pour mise en service en 2012. En 2011, le projet n'avait pas encore démarré et le début de la production avait été repoussé à 2014 pour la première phase de 200 MW et à 2015 pour la seconde phase de 200 MW.